# Insula Borden

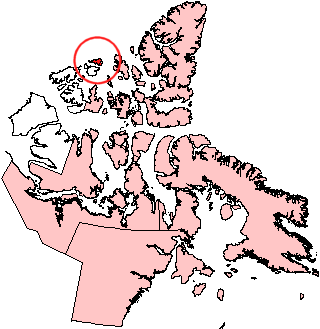
Localizarea insulei Borden în nordul Canadei

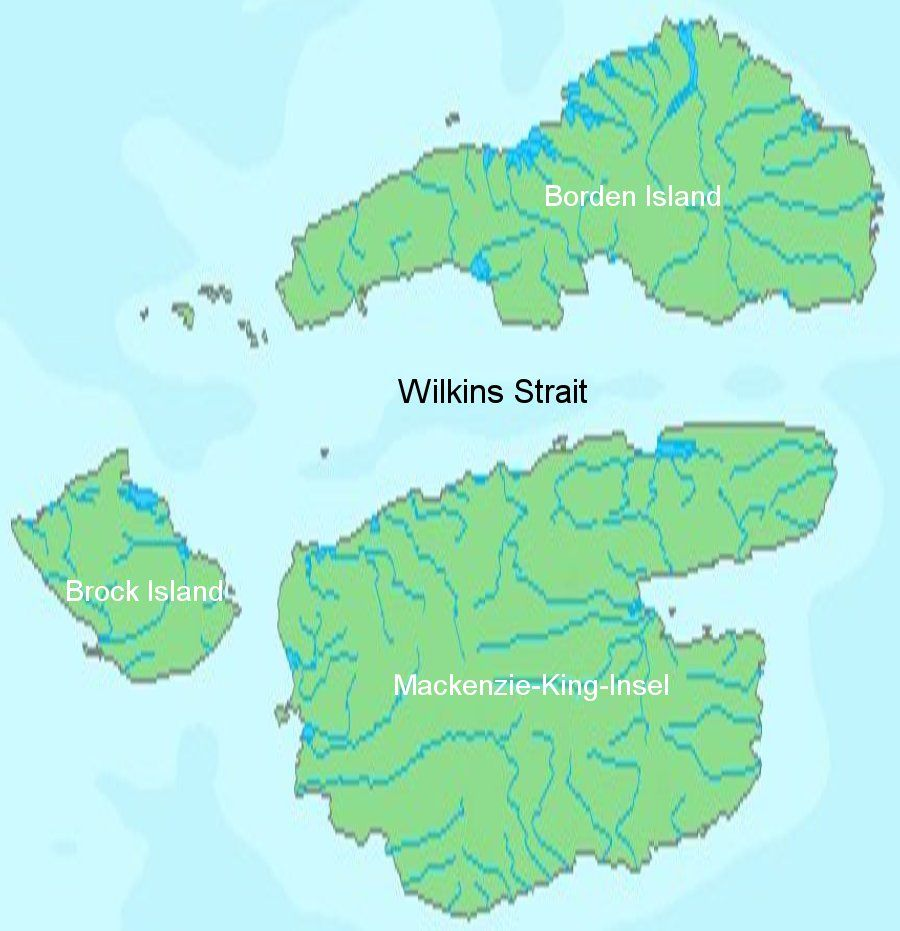
Insula Borden (în nord) şi insulele Mackenzie King și Brock (la sud)

Insula Borden este o insulă nelocuită permanent din extremitatea nord-vestică a Arhipelagului Arctic Canadian, în grupul Insulelor Reginei Elizabeth, divizată administrativ între Teritoriile de Nordvest (cea mai mare parte a insulei) și teritoriul Nunavut (extremitatea estică) din Canada. Cu o suprafață de 2794 km2   ocupă locul 170 în lume și locul 26 în Canada.
Ea este situată la nord de insula Borden și la nord-vest de insula Brock, fiind despărțită aceste insule prin strâmtoarea Wilkins. La est se află strâmtoarea Maclean și dincolo de ea insula Ellef Ringnes. La nord și la vest insula se învecinează direct cu Oceanul Arctic.
Linia de coastă este în general joasă, doar înspre interior existând unele zone mai înalte. 
Insula a fost descoperită în 1915 de către exploratorul canadian Vilhjalmur Stefansson, care la acea vreme a considerat însă că insula include și actuala Mackenzie King. Eroarea a fost descoperită abia în 1947 în cursul unei survolări a zonei.
Insula a fost numită în onoarea primului-ministru canadian din vremea descoperirii, Robert Borden (1854-1937; prim-ministru între 1911 și 1920).